# 왕관은 내꺼야
《왕관은 내꺼야》는 QTV에서 2009년 6월 26일부터 2009년 9월 11일까지 매주 금요일 밤 12시에 방송된 미인대회 도전 버라이어티 프로그램이다.

## 출연자

### 진행
정형돈, 정준하

### 대회 도전자
홍가영, 유송아, 신솔기, 심니콜 훠셴다, 이귀주, 권인경, 유사라

## 방송 목록
| 회차 | 방영 일자       | 내용                            | 비고        |
| ---- | --------------- | ------------------------------- | ----------- |
| 1    | 2009년 6월 26일 | 7인의 미녀가 뭉쳤다             |             |
| 2    | 2009년 7월 3일  | 첫 번째 대회 출전자는 누구?!    |             |
| 3    | 2009년 7월 10일 | 드디어 첫 대회의 막이 열리고..! |             |
| 4    | 2009년 7월 17일 | 두 번째 대회 도전자 선발        | 김미연 출연 |
| 5    | 2009년 7월 24일 | 군기반장의 혹독한 체력훈련!     |             |
| 6    | 2009년 7월 31일 | 비키니 퀸 선발대회 도전!        |             |
| 7    | 2009년 8월 7일  | 사상 최대의 위기상황 발생!      |             |
| 8    | 2009년 8월 14일 | 아우라지 처녀 선발대회 출동!    |             |
| 9    | 2009년 8월 21일 | 아우라지 처녀?!                 |             |
| 10   | 2009년 8월 28일 | 스펙터클 '서바이벌 미팅'!!      |             |
| 11   | 2009년 9월 4일  | 왕관 원정대 사상 최장의 위기    |             |
| 12   | 2009년 9월 11일 | 최종회                          | 최종회      |